# Колома, Луис Аурелио
Луис Аурелио Колома (исп. Luis Aurelio Raziano; род. 1962, Кито) — эквадорский герпетолог.

## Биография
Родился в Кито в 1962 году. Выпускник Канзасского университета. Работает в Музее зоологии, Центре биоразнообразия и окружающей среды и на Кафедре биологических наук Папского католического университета Эквадора.

## Научная деятельность
Виды, описанные Луисом Коломой:
- Atelopus guanujo
- Atelopus nanay
- Atelopus onorei
- Atelopus orcesi
- Colostethus awa
- Colostethus chalcopis
- Colostethus delatorreae
- Colostethus machalilla
- Colostethus maquipucuna
- Colostethus picacho
- Colostethus toachi
- Colostethus wayuu
- Hyloscirtus princecharlesi[4]
- Hyloscirtus staufferorum
- Hyloscirtus tapichalaca
- Pristimantis andinognomus
- Pristimantis simonbolivari

## Эпонимы
В честь ученого названы виды:
- Andinophryne colomai (Hoogmoed, 1985)
- Pristimantis colomai (Lynch and Duellman, 1997)
- Noblella raziano (Guayasamin & Terán, 2009)